# Poetae novi
Poetae novi (Nieuwe Dichters) is de naam voor een groep Latijnse dichters uit de jaren 60 van de 1e eeuw vóór Chr., die een nieuwe richting in de dichtkunst vertegenwoordigden. Cicero noemde hen enigszins misprijzend neoterici (= nieuwlichters, van het Grieks νεωτερικός = jeugdig, nieuw).

Zij zetten zich bewust af tegen vakgenoten die werkten in de trant van Ennius, en volgden de Griekse, alexandrijnse dichters na. Zij schreven gedichten die soms veel mythologische geleerdheid, maar bij voorkeur ook een sierlijke vorm vertoonden.

## Enkele vertegenwoordigers
waren:
- Publius Valerius Cato, de theoreticus en gangmaker van de groep
- Gaius Valerius Catullus (±84-54 v.Chr.) was de belangrijkste vertegenwoordiger van de groep
- Quintus Cornificius (? 41 v.Chr.)
- Gaius Licinius Calvus (° 82 - ? 47 v.Chr.), was een intieme vriend van Catullus en de auteur van een epyllion Io, van elegieën en epithalamia
- Gaius Helvius Cinna (° ? - 44 v.Chr.), in wie de jonge Vergilius een lichtend voorbeeld zag
- Publius Terentius Varro Atacinus (° 82 - ? 37 v.Chr.), wiens gedicht Argonautae (naar Apollonius van Rhodos) beroemd was

## Literaire betekenis
De poetae novi hielden niet van uitgebreide heldendichten, maar hadden een voorliefde voor gedichten van kleinere omvang, zoals elegieën, epigrammen en lyrische gedichten. Hun onderwerpen ontleenden zij dikwijls uit het dagelijkse leven, en hun verzen waren gewoonlijk de literaire neerslag van hun eigen stemmingen en gevoelens.
Vaak ook schreven ze epyllia, mythologische gedichten van relatief geringe omvang, waarin ze de gedachten van de handelende personen trachtten te analyseren, maar die ze (als poetae docti d.i. geleerde dichters) ook overlaadden met mythologische (kamer)geleerdheid.
De uiterlijke vorm van hun gedichten, waarin ze ook tot dusver in het Latijn ongebruikelijke versmaten introduceerden, werd met grote zorg afgewerkt, en ieder woord woog daarbij.